# Stanisław Grabowski (lekkoatleta)
Stanisław Grabowski (ur. 26 kwietnia 1955) – polski lekkoatleta, dyskobol.
Zawodnik klubów MKS Opole, Odra Opole, Śląsk Wrocław, Zagłębie Lubin, Chemik Kędzierzyn-Koźle, Browar-Schoeller Namysłów. Mistrz Polski w rzucie dyskiem z roku 1984 (z wynikiem 58,44). Dwukrotny brązowy medalista mistrzostw Polski, raz wywalczył srebrny medal. Rekord życiowy - 64.38 (1983), ustanowiony na meczu międzypaństwowym w Sofii (Bułgaria). Absolwent AWF w Krakowie (1982). Jego największe sukcesy sportowe są związane z osobą wieloletniego trenera - Józefa Wojnara, którego podopiecznym był również kędzierzyński olimpijczyk z Seulu (1988) – Helmut Krieger.
Po zakończeniu kariery sportowej trener młodych miotaczy w Chemiku Kędzierzyn-Koźle, później Unii Kędzierzyn-Koźle. 